# IC 38
IC 38 ist eine Spiralgalaxie mit ausgedehnten Sternentstehungsgebieten vom Hubble-Typ Sbc im Sternbild Walfisch südlich der Ekliptik. Sie ist schätzungsweise 733 Millionen Lichtjahre von der Milchstraße entfernt und hat einen Durchmesser von etwa 195.000 Lj. Da sie nahezu dieselbe Richtung und Distanz wie IC 37 aufweist, besteht die Möglichkeit, dass sie ein gravitativ gebundenes Paar sind, was auch die scheinbare Verzerrung in der Struktur von IC 38 erklären würde. 

Im selben Himmelsareal befinden sich u. a. die Galaxien NGC 187, IC 36, IC 42.
Das Objekt wurde am 25. August 1892 vom französischen Astronomen Stéphane Javelle entdeckt.